# Akademia Muzyczna im. Krzysztofa Pendereckiego w Krakowie
Akademia Muzyczna im. Krzysztofa Pendereckiego w Krakowie, skr. AMKP – polska państwowa uczelnia muzyczna z siedzibą w Krakowie, kształcąca artystów muzyków na studiach pierwszego (dyplom licencjata), drugiego (tytuł magistra sztuki) oraz trzeciego (doktor sztuki) stopnia. Wywodzi swoją historię od założonego w 1888 roku krakowskiego Konserwatorium Towarzystwa Muzycznego.

## Historia

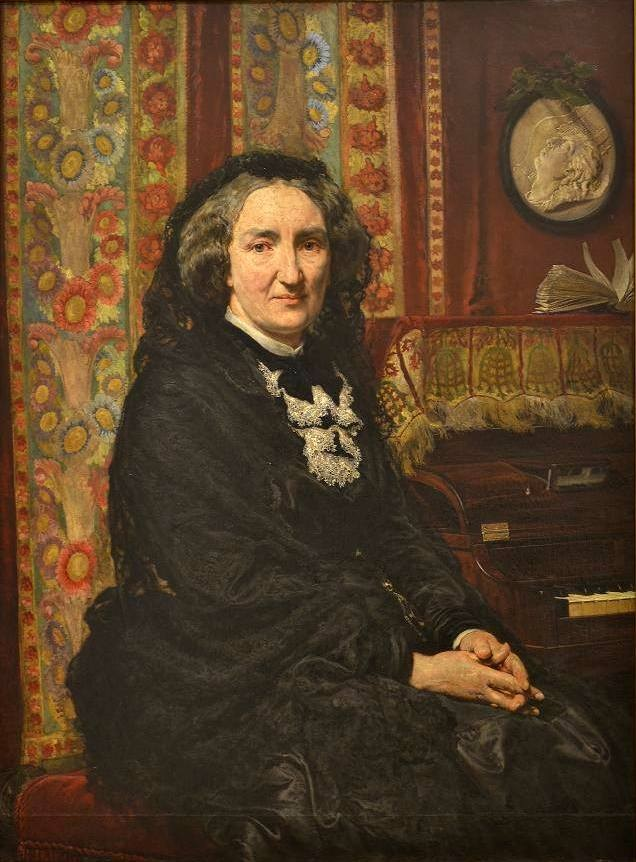
Księżna Marcelina Czartoryska (mal. Jan Matejko, 1874 r.), uczennica Fryderyka Chopina, której protekcja umożliwiła powstanie krakowskiego Konserwatorium

### Konserwatorium
W XIX wieku krakowskie środowisko inteligenckie starało się, by – na wzór sztuk plastycznych, które wykładano w Szkole rysunku i malarstwa od 1818 – powstała w Krakowie uczelnia muzyczna. Od 1810 podobna szkoła działała w Warszawie, a od 1838  –we Lwowie; w Krakowie problemem utrudniającym otworzenie konserwatorium były jednak wysokie wymagania władz centralnych w Wiedniu dla instytucji tej rangi, które miałyby się znajdować na terenie zaboru austriackiego.
Nowy impuls dał środowisku muzycznemu Władysław Żeleński, absolwent konserwatoriów w Pradze i Paryżu. Dzięki jego staraniom, ale także dzięki koneksjom arystokratycznym i naciskowi na centralne władze austriackie, jaki wywierała księżna Marcelina Czartoryska, uczennica Fryderyka Chopina, 1 lutego 1888 roku z krakowskiej Szkoły Muzycznej Towarzystwa Muzycznego powstało Konserwatorium Towarzystwa Muzycznego. Minister Wyznań i Oświecenia Publicznego poddał je inspekcji profesora wiedeńskiego – Josepha Dachsa, który stwierdził, że „tak pomyślnego stanu nie oczekiwał”. Kolejna pomyślna wizytacja odbyła się w 1893 pod kierunkiem delegata Ministerstwa Wyznań i Oświaty, Johanna Fuchsa, dyrektora Konserwatorium Wiedeńskiego.

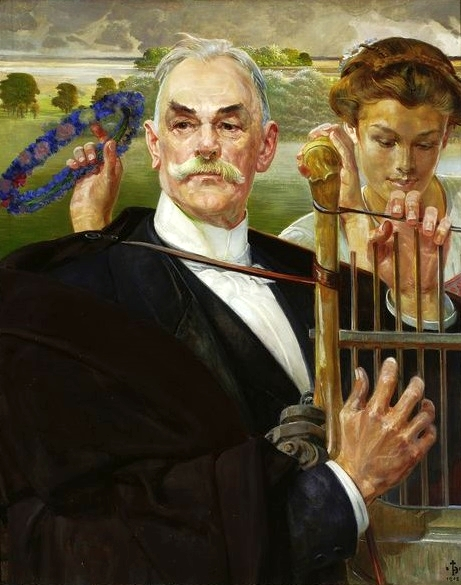
Władysław Żeleński
(mal. Jacek Malczewski)
– założyciel Konserwatorium muzycznego w Krakowie i jego pierwszy rektor

Początkowo szkolnictwo muzyczne oparte było na modelu austriackim. W 1889 Konserwatorium liczyło 146 uczniów, w 1917 – prawie 500. Choć wielu rozpoczynało naukę, niewielu uczelnię kończyło. W latach 1925–1928 dyplom ukończenia Konserwatorium otrzymało 42 studentów, wśród nich m.in. Jan Hoffman, Adam Rieger, Artur Malawski. Wszyscy trzej zostali później profesorami Konserwatorium i powojennej Państwowej Wyższej Szkoły Muzycznej. W kolejnych latach absolwentami zostali także dyrygent Witold Rowicki, krytyk Felicjan Szopski i teoretyk Mieczysław Drobner.

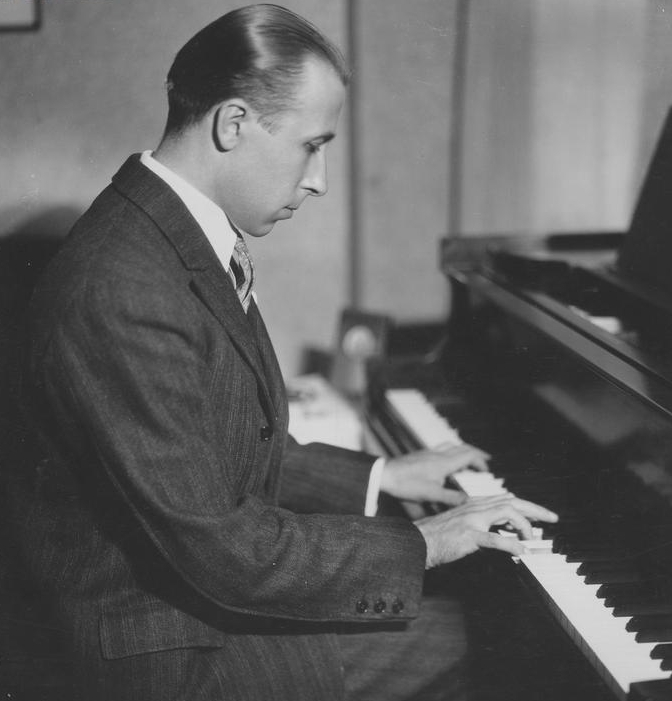
Dr h.c. Wiktor Łabuński, jeden z pierwszych profesorów fortepianu w Krakowie, ok. 1930

Najpopularniejszym kierunkiem kształcenia była gra na fortepianie. Wśród profesorów prowadzących swoje klasy fortepianu znaleźli się m.in. założyciel Władysław Żeleński (od 1887), Jan Drozdowski (1857–1918), absolwent Konserwatorium Wiedeńskiego, Seweryn Eisenberger (1879–1945, uczeń Teodora Leszetyckiego) oraz trzej absolwenci Konserwatorium Petersburskiego: Bolesław Domaniewski (1857–1925), Jerzy Lalewicz (1876–1951) i Wiktor Łabuński (1895–1974). 1 września 1928 roku kurs mistrzowski gry na fortepianie objął pianista Egon Petri. Z Warszawy dojeżdżał także Zbigniew Drzewiecki, po wojnie rektor nowo powstałej uczelni. Wykłady z muzykologii prowadził Zdzisław Jachimecki.
Rozkwit szkoły, zahamowany później przez coraz bardziej odczuwalny światowy kryzys ekonomiczny, datuje się na lata 1924–1930. W okresie międzywojennym liczba specjalności wzrosła z sześciu podstawowych (fortepian, skrzypce, organy, wiolonczela, śpiew solowy i śpiew chóralny) do trzydziestu siedmiu w 1931. W roku akademickim 1929/30 otwarto takie kierunki jak flet, obój, rożek angielski, klarnet, basklarnet, fagot, kontrafagot, waltornia, trąbka, puzon, tenor, baryton, tuba, helikon i perkusja. Uczelnia kształciła wówczas prawie ośmiuset studentów.
Prowadzenie zajęć było kontynuowane podczas okupacji wbrew zakazowi władz niemieckich. 5 lutego 1940, w cztery miesiące po Sonderaktion Krakau, Gestapo zamknęło siłą wszystkie szkoły w Krakowie, a wstęp do nich został zakazany. Z Konserwatorium wywieziono wtedy cały jego ruchomy dobytek. Utraconych instrumentów nie odzyskano.

### Państwowa Wyższa Szkoła Muzyczna
Po kilku latach przerwy w kształceniu proces formowania szkół trzeba było zacząć od zera. 1 kwietnia 1945 została otwarta szkoła muzyczna o nieokreślonym statusie formalnym. Wkrótce potem odbyły się egzaminy wstępne do Państwowego Konserwatorium Krakowskiego, które swoją działalność rozpoczęło oficjalnie 31 sierpnia 1945. Szkolnictwo muzyczne zostało zreformowane, do czego przyczynił się ówczesny naczelnik Wydziału Szkolnictwa Muzycznego w Departamencie Muzyki Ministerstwa Kultury i Sztuki, późniejszy profesor krakowskiej uczelni – Janusz Miketta. Wprowadzony został trójstopniowy model kształcenia muzycznego – niższego, średniego i wyższego. Nowy model kształcenia na poziomie uczelni różnił się od przedwojennego; wśród współzałożycieli nowo powstałej uczelni pojawiły się także trwające do dziś spory, na ile powojenna Wyższa Szkoła Muzyczna jest więc kontynuatorką przedwojennego Konserwatorium.
Z dniem 1 kwietnia 1946 przemianowano Konserwatorium na Państwową Wyższą Szkołę Muzyczną. W czerwcu 1946 odbyły się wybory rektorów, prorektorów i dziekanów. Pierwszym rektorem został Zbigniew Drzewiecki, prorektorem Roman Palester, dziekanami: Stefania Łobaczewska, Jan Hoffman, Bronisław Romaniszyn i Stanisław Wiechowicz. Pozyskana została aula „Florianka”. Wśród profesorów znaleźli się m.in. Józef Chwedczuk, Maria Dziewulska, Aleksander Frączkiewicz, Stefan Kisielewski, Artur Malawski, Helena Ottawowa, Roman Palester, Adam Rieger, Bronisław Rutkowski, Ada Sari, Ludwik Stefański, Henryk Sztompka, Eugenia Umińska, Helena Zboińska. Wśród pierwszych absolwentów znaleźli się Stanisław Skrowaczewski, Waldemar Maciszewski oraz Regina Smendzianka. W 1957 powołano do życia siedem katedr.
Uczelnie artystyczne były jednak także obarczone presją ideologiczną. Podczas poznańskiego Zjazdu Uczelni Artystycznych w 1949 ówczesny minister kultury Włodzimierz Sokorski w auli Uniwersytetu im. A. Mickiewicza przedstawił założenia realizmu socjalistycznego. Przeciwko niemu wystąpił wówczas kompozytor i profesor krakowskiej uczelni Stefan Kisielewski (1911–1991), wskutek czego został zwolniony z pracy w trybie nagłym. Nigdy potem już do szkolnictwa nie wrócił.

### Akademia Muzyczna
W 1972 rektorem został Krzysztof Penderecki. Wybór ten postrzegany jest jako „pokoleniowa wymiana warty”. Utworzono wówczas nowoczesne Studio Muzyki Elektroakustycznej pod kierunkiem Józefa Patkowskiego. W 1979 uczelnia została przemianowana na Akademię Muzyczną.
W 1988 Rada Państwa odznaczyła uczelnię Krzyżem Komandorskim z Gwiazdą Orderu Odrodzenia Polski.
Od 1 stycznia 2021 na mocy ustawy z dnia 27 listopada 2020 jej patronem został Krzysztof Penderecki.

## Wydziały
- I – Wydział Twórczości, Interpretacji i Edukacji Muzycznej

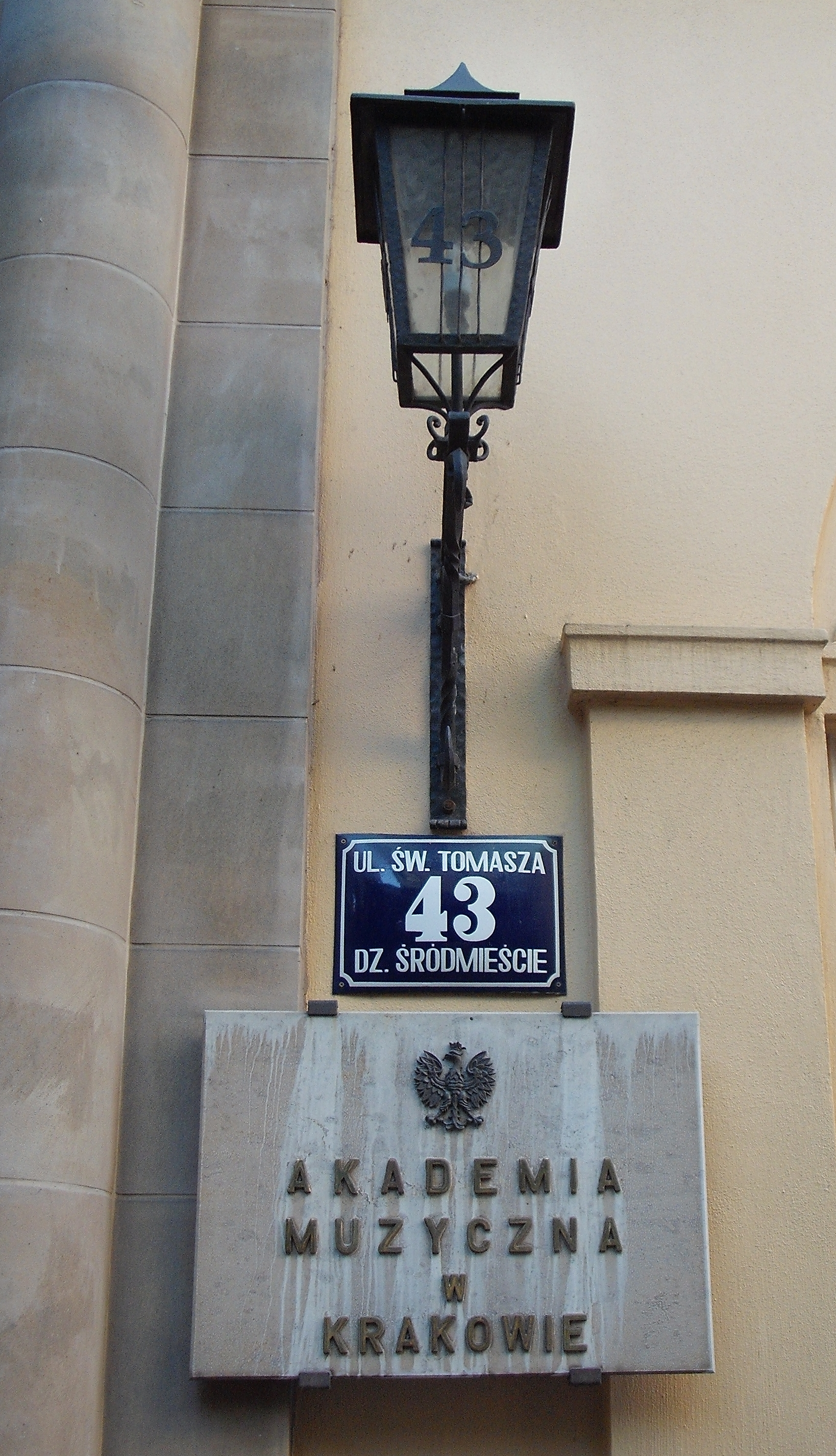
Tablica przy wejściu obecnego budynku Akademii przy ul. św. Tomasza

- II – Wydział Instrumentalny
- III – Wydział Wokalno-Aktorski

## Jednostki ogólnouczelniane i międzywydziałowe
- Biblioteka Główna
- Międzywydziałowe Studium Pedagogiczne
- Ogólnouczelniany Zespół Dydaktyczny Języków Obcych

## Kampusy i budynki uczelniane

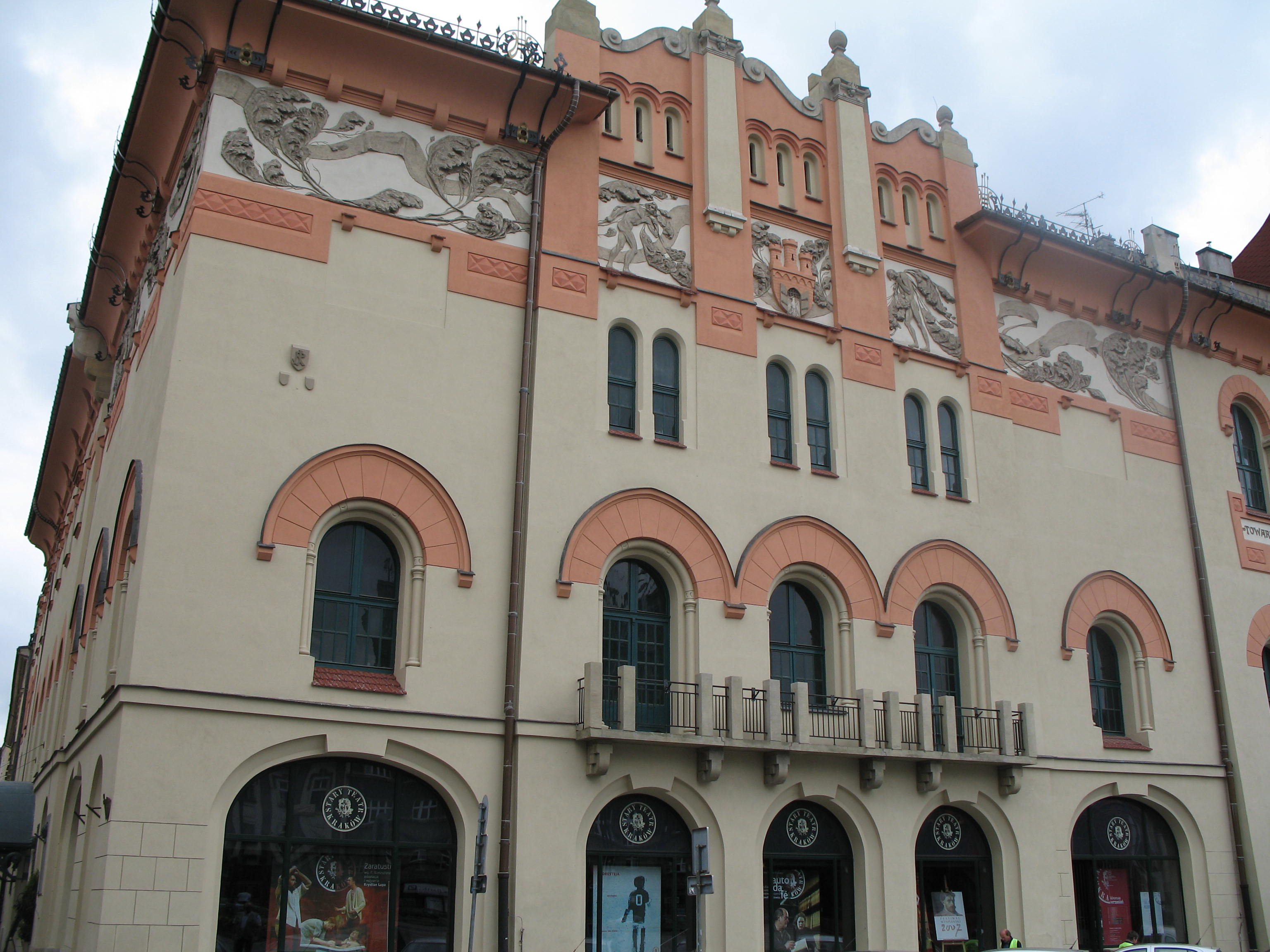
Budynek Teatru Starego przy Placu Szczepańskim, gdzie w latach 1906–1914 działało Konserwatorium

### Dawne
W okresie 1906–1914 Konserwatorium miało swoją siedzibę w secesyjnym gmachu Teatru Starego, w okresie I wojny światowej zmieniło siedzibę na kamienicę przy al. Krasińskiego. Dopiero w 1921 powróciło do swojej siedziby przy Placu Szczepańskim. Rok akademicki 1946/1947 inaugurowano na ulicy Basztowej 8 i 9. Siedzibę w 1948 przeniesiono na ul. Warszawską pod nr 24, a w 1951 do gmachu przy Bohaterów Stalingradu 3 (obecnie ulica Starowiślna), będącego własnością Sióstr Urszulanek.

### Obecna
Dopiero w 1993 uzyskano nowy gmach przy ulicy św. Tomasza 43 – dawną siedzibę KW PZPR. Najważniejsze wydarzenia w życiu uczelni odbywają się w gmachu dawnego Towarzystwa Wzajemnych Ubezpieczeń „Florianka”, którego reprezentacyjna część pozyskana została w 1956. Znajdują się tam m.in. arkadowe krużganki, podłużny westybul, dawna sala obrad (obecnie Sala Koncertowa im. Bronisława Rutkowskiego) i tzw. Sala Senacka. W 2020 Akademia wzbogaciła się o dodatkowy budynek przy ul. Potebni 7, zakupiony od Gminy Kraków. Dom Studencki uczelni znajduje się przy ul. Przemyskiej 3.
Widok z tarasu szóstego piętra budynku Akademii, gdzie znajduje się restauracja z panoramą na centrum Krakowa, został wykorzystany w filmie Juliusza Machulskiego Vinci.

## Ludzie związani z Akademią

### Poczet rektorów

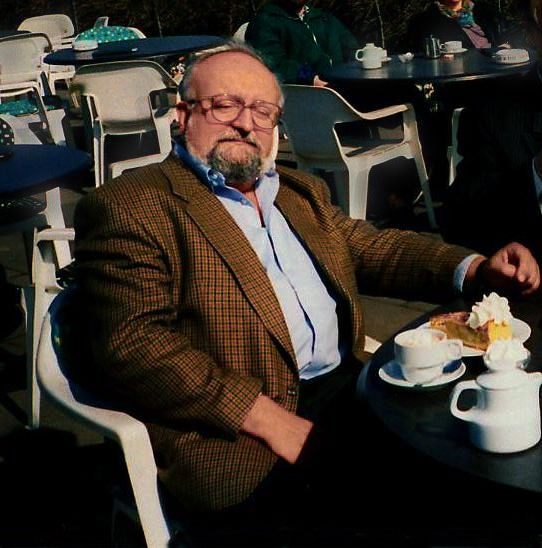
Prof. dr h.c. Krzysztof Penderecki, absolwent i profesor krakowskiej Akademii, rektor w latach 1972–1987

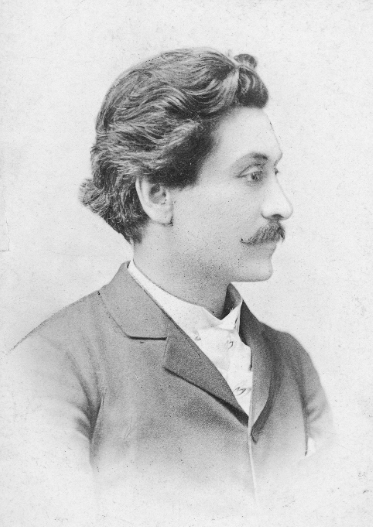
Wiktor Barabasz, dyrektor w latach 1921–1928

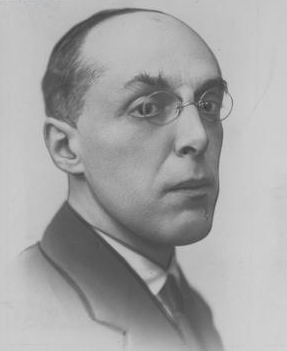
Michał Julian Piotrowski, dyrektor w latach 1929–1938

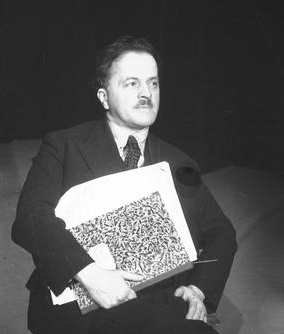
Bolesław Wallek-Walewski, dyrektor w latach 1938–1939

Konserwatorium Muzyczne (od 1888 do 1946)
- Władysław Żeleński (1888–1921)
- Wiktor Barabasz (1921–1928)
- Michał Julian Piotrowski (1929–1938)
- Bolesław Wallek-Walewski (1938–1939)

Państwowa Wyższa Szkoła Muzyczna (od 1946 do 1987)
- Zbigniew Drzewiecki (1946–1952)
- Stefania Łobaczewska (1952–1955)
- Bronisław Rutkowski (1955–1964)
- Eugenia Umińska (1964–1966)
- Jan Hoffman (1966–1969)
- Józef Chwedczuk (1969–1972)
- Krzysztof Penderecki (1972–1987)

Akademia Muzyczna (od 1979)
- Krystyna Moszumańska-Nazar (1987–1993)
- Marek Stachowski (1993–1999)
- Barbara Świątek-Żelazna (1999–2002)
- Marek Stachowski (2002–2004)
- Stanisław Krawczyński (2004–2012, 2016–2020)
- Zdzisław Łapiński (2012–2016)
- Wojciech Widłak (2020-2024)

### Obecne władze
- Rektor: prof. dr hab. Mariusz Sielski
- Prorektor ds. kształcenia i współpracy międzynarodowej: dr hab. Piotr Różański
- Prorektor ds. artystycznych i naukowych: prof. dr hab. Piotr Lato
- Prorektor ds. studentów i promocji: dr Maria Wilczek-Krupa

### Znani absolwenci
Znani absolwenci, którzy nie podjęli następnie pracy dydaktycznej w macierzystej uczelni:
- Elżbieta Towarnicka (1978)
- Halina Czerny-Stefańska (1950)
- Marek Drewnowski (1973)
- Adam Harasiewicz (1957)
- Adam Kopyciński
- Kazimierz Kord (1961)
- Paweł Kapuła
- Juliusz Łuciuk (1955 teoria, 1956 kompozycja)
- Władysława Markiewiczówna (1920)
- Irena Pfeiffer (1952)
- Bartosz Chajdecki
- Tomasz Stańko
- Abel Korzeniowski
- Stanisław Skrowaczewski
- Piotr Orzechowski
- Zygmunt Konieczny

Jako jedyna uczelnia w Polsce krakowska Akademia posiada w gronie swoich absolwentów dwoje zwycięzców Międzynarodowego Konkursu Pianistycznego im. Fryderyka Chopina – Halinę Czerny-Stefańską i Adama Harasiewicza. Także dwoje absolwentów zostało później Ministrami Kultury: Joanna Wnuk-Nazarowa (1997–1999) i Andrzej Zieliński (2001).

### Pracownicy uczelni
Dawni
Na liście nie są ujęci rektorzy.
| Przed 1939 - Walenty Dec (zm. 1938) - Bolesław Domaniewski (zm. 1926) - Jan Drozdowski (zm. 1918) - Seweryn Eisenberger (zm. 1945) - Zdzisław Jachimecki (zm. 1953) - Jan Gall (zm. 1912) - Jerzy Lalewicz (zm. 1951) - Wiktor Łabuński (zm. 1974) - Olga Martusiewicz-Maresch (zm. 1962) - Janusz Miketta (zm. 1954) - Egon Petri (zm. 1962) - Józef Reiss (zm. 1956) - Adam Rieger (zm. 1998) - Witold Rowicki (zm. 1998) - Felicjan Szopski (zm. 1939) | Po 1945 - Janina Baster-Sors - Zbigniew Bujarski (zm. 2018) - Ewa Bukojemska - Walerian Bierdiajew (zm. 1956) - Regina Chłopicka (zm. 2021) - Henryk Czyż (zm. 2003) - Janusz Dolny (zm. 2008) - Zdzisława Donat - Krzysztof Droba (zm. 2017) - Mieczysław Drobner (zm. 1986) - Elżbieta Dziębowska (zm. 2016) - Maria Dziewulska (zm. 2006) - Jan Ekier (zm. 2014) - Aleksander Frączkiewicz (zm. 1994) - Bogumiła Gizbert-Studnicka - Teresa Głąbówna (zm. 2016) - Joachim Grubich - Jan Jargoń (zm. 1995) - Zbigniew Jeżewski (zm. 1997) - Włodzimierz Kaczmar (zm. 1964) | - Jerzy Łukowicz (zm. 1997) - Artur Malawski (zm. 1957) - Marek Mietelski - Krzysztof Missona (zm. 1992) - Roman Palester (zm. 1989) - Józef Patkowski (zm. 2005) - Jan Pilch (zm. 2022) - Janusz Pisarski (zm. 2022) - Józef Radwan (zm. 2009) - Adam Rieger (zm. 1998) - Maria Rydzewska - Ada Sari (zm. 1968) - Bogusław Schaeffer (zm. 2019) - Stanisław Skrowaczewski (zm. 2017) - Regina Smendzianka (zm. 2011) - Elżbieta Stefańska - Ludwik Stefański (zm. 1982) - Władysław Stróżewski - Zbigniew Szlezer (zm. 2011) - Henryk Sztompka (zm. 1964) | - Jacek Targosz (zm. 2008) - Mieczysław Tomaszewski (zm. 2019) - Adam Walaciński (zm. 2015) - Stanisław Wiechowicz (zm. 1963) - Bolesław Woytowicz (zm. 1980) - Tadeusz Żmudziński (zm. 1992) - Adam Kaczyński (zm. 2010) - Jerzy Katlewicz (zm. 2015) - Stefan Kisielewski (zm. 1991) - Zygmunt Konieczny - Helena Łazarska (zm. 2022) - Janusz Olejniczak (zm. 2024) - Stefan Wojtas (zm. 2024) - Gabriel Chmura (zm. 2020) - Krzysztof Knittel - Leszek Polony - Mirosława Semeniuk-Podraza - Józef Serafin - Joanna Wnuk-Nazarowa - Abel Korzeniowski |

Obecni
| - Zbigniew Bargielski (kompozycja) - Dariusz Bąkowski-Kois (organy) - Andrzej Biegun (śpiew) - Marek Chołoniewski (muzyka elektroniczna) - Mariola Cieniawa (fortepian) - Kaja Danczowska (skrzypce) - Rafał Jacek Delekta (dyrygentura) - Magdalena Długosz (przedmioty praktyczne i teoretyczne) - Wojciech Groborz (big band) - Stanisław Krawczyński (dyrygentura) - Zdzisław Łapiński (wiolonczela) | - Teresa Malecka (przedmioty teoretyczne) - Joachim Mencel - Krzysztof Meyer (kompozycja, przedmioty praktyczne) - Magdalena Myczka (klawesyn) - Andrzej Pikul (fortepian) - Paweł Przytocki (dyrygentura) - Roman Reiner (skrzypce) - Józef Rychlik (kompozycja) - Michał Nagy (gitara) - Marek Szlezer (fortepian) - Jan Kalinowski (wiolonczela) | - Mieczysław Szlezer (skrzypce) - Krzysztof Szwajgier (przedmioty teoretyczne) - Barbara Świątek-Żelazna (flet) - Anna Zawadzka-Gołosz (kompozycja, przedmioty praktyczne) - Radosław Żukowski (śpiew) - Małgorzata Janicka-Słysz (teoria muzyki) - Krzysztof Michałek (organy) - Andrzej Białko (organy) - Arkadiusz Bialic (organy) |  |

### Doktorzyhonoris causa

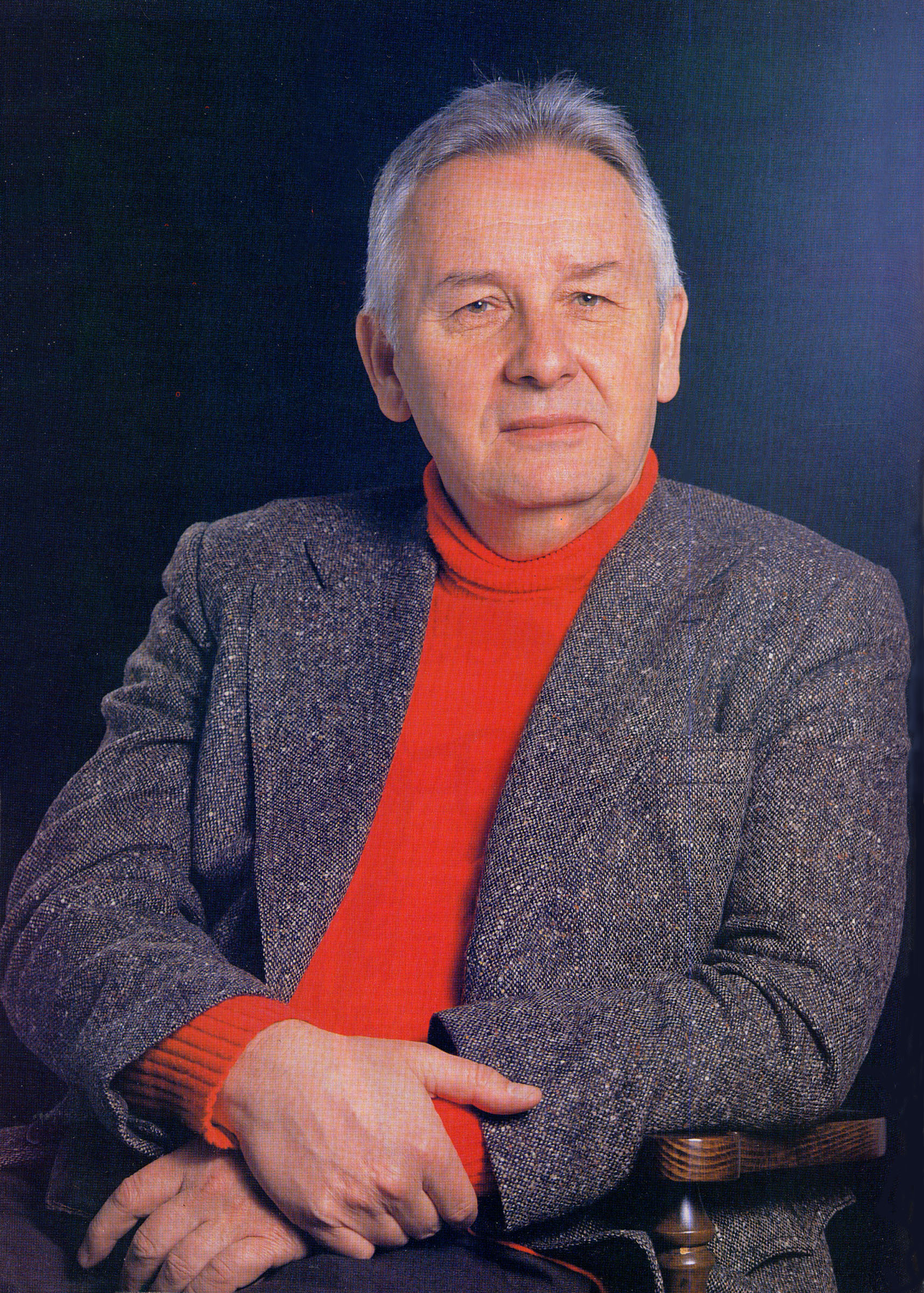
Henryk Mikołaj Górecki, doktor honoris causa

- 1994 – Krzysztof Penderecki
- 1997 – Paul Sacher
- 2001 – Mieczysław Tomaszewski
- 2003 – Helmuth Rilling
- 2005 – Peter-Lukas Graf
- 2007 – Krystyna Moszumańska-Nazar
- 2008 – Henryk Mikołaj Górecki
- 2013 – Paul Badura-Skoda[5]
- 2015 – papież Benedykt XVI[6]
- 2016 – Kaja Danczowska[7]
- 2017 – Iwan Monighetti
- 2022 – Anne-Sophie Mutter[8][9]

## Działalność naukowa i kulturalna
Kompozytorzy skupieni wokół Akademii, na czele z Krzysztofem Pendereckim, nazywani są krakowską szkołą kompozytorską; podobnie działalność naukową teoretyków skupionych wokół Mieczysława Tomaszewskiego określa się mianem krakowskiej szkoły teoretycznej.

### Wydarzenia
Istotne w panoramie miasta, doroczne wydarzenia związane z Akademią to przede wszystkim Dni Muzyki Organowej (od 1965), Międzynarodowy Festiwal Perkusyjny (od 2003), Letnia Akademia Muzyczna (od 1999) oraz Międzynarodowy Konkurs Fletowy (od 1999). Organizowane są liczne międzynarodowe sympozja i seminaria teoretyczne oraz wykonawcze, jak np. XI International Congress on Musical Signification (2010).
Od 1995 rokrocznie przyznawana jest nagroda Excellence in teaching ufundowana przez małżeństwo prof. Ray i Ruth Robinsonów z USA.

## Współpraca międzynarodowa
W 1986 roku Akademia nawiązała współpracę z Międzynarodową Akademią Bachowską ze Stuttgartu, kierowaną przez prof. Helmutha Rillinga, późniejszego doktora honoris causa krakowskiej uczelni.
W ramach programu Socrates-Erasmus podpisanych zostało ok. 60 umów bilateralnych z innymi uczelniami muzycznymi na całym świecie. Ponadto Akademia należy do międzynarodowych stowarzyszeń:
- ABAM – Związek Bałtyckich Akademii Muzycznych,
- CEEPUS – Środkowoeuropejski Program Studiów Uniwersyteckich,
- AEC – Europejskie Stowarzyszenie Konserwatoriów.